# 1688
| [ Edytuj tabelę ]              | |
| Król Polski                    | - 1674 Jan III Sobieski 1696 |
| Współksiążęta Andory           | - 1682 Joan Baptista Desbac i Mortorell 1688 - 1643 Ludwik XIV 1715                                                                              |
| Król Anglii i Szkocji          | - 1685 Jakub II i VIII 1688 |
| Elektor Bawarii                | - 1679 Maksymilian II Emanuel 1726 |
| Elektor Brandenburgii          | - 1640 Fryderyk Wilhelm 1688 - 1688 Fryderyk III 1701                                                                                            |
| Sułtan Brunei                  | - 1673 Muhyiddin 1690 |
| Cesarz Chin                    | - 1661 Kangxi 1722 |
| Król Czech                     | - 1657 Leopold I Habsburg 1705 |
| Król Danii                     | - 1670 Chrystian V 1699 |
| Dalajlama                      | - 1683 Cangjang Gjaco 1706 |
| Cesarz Etiopii                 | - 1682 Ijasu Wielki 1706 |
| Król Francji                   | - 1643 Ludwik XIV 1715 |
| Król Hiszpanii                 | - 1665 Karol II 1700 |
| Landgraf Hesji-Kassel          | - 1670 Karol I Heski 1730 |
| Stadhouder Holandii            | - 1672 Wilhelm III Orański 1702 |
| Szach Iranu                    | - 1666 Safi II 1694 |
| Państwo Wielkich Mogołów       | - 1658 Aurangzeb 1707 |
| Król Irlandii                  | - 1685 Jakub II Stuart 1689 |
| Cesarz Japonii                 | - 1687 Higashiyama 1709 |
| Kalif                          | - 1687 Sulejman II 1691 |
| Patriarcha Konstantynopola     | - 1687 Kallinik II 1688 - 1688 Neofit IV 1688 |
| Władca Korei                   | - 1674 Sukjong 1720 |
| Książę Kurlandii i Semigalii   | - 1682 Fryderyk Kazimierz Kettler 1698 |
| Sułtan Maroka                  | - 1672 Maulaj Isma’il 1727 |
| Książę Monako                  | - 1662 Ludwik I 1702 |
| Król Nawarry                   | - 1643 Ludwik XIV 1710 |
| Król Norwegii                  | - 1670 Chrystian V 1699 |
| Sułtan Omanu                   | - 1649 Sultan I ibn Sajf 1688 - 1688 Balarab ibn Sultan 1692                                                                                     |
| Elektor Palatynatu             | - 1685 Filip Wilhelm 1690 |
| Papież                         | - 1676 Innocenty XI 1689 |
| Książę Parmy i Piacenzy        | - 1646 Ranuccio II 1694 |
| Król Portugalii                | - 1683 Piotr II 1706 |
| Książę w Prusach               | - 1640 Fryderyk Wilhelm Wielki Elektor 1688 - 1688 Fryderyk 1701                                                                                 |
| Car Rosji                      | - 1682 Iwan V 1696 - 1682 Piotr I Wielki 1725 |
| Cesarz Rzymski (niemiecki)     | - 1658 Leopold I Habsburg 1705 |
| Kapitanowie Regenci San Marino | - 1687 Giuliano Belluzzi Giambattista Fattori 1688 - 1688 Innocenzo Bonelli Francesco Angeli 1688 - 1688 Francesco Maccioni Pietro Francini 1689 |
| Elektor Saksonii               | - 1680 Jan Jerzy III Wettyn 1691 |
| Król Szwecji                   | - 1660 Karol XI 1697 |
| Król Tajlandii                 | - 1656 Narai 1688 - 1688 Phet Racha 1703 |
| Sułtan Turków                  | - 1687 Sulejman II 1691 |
| Doża Wenecji                   | - 1683 Marcantonio Giustinian 1688 - 1688 Francesco Morosini 1694                                                                                |
| Król Węgier                    | - 1655 Leopold I 1705 |
| Książęta Wirtembergii          | - 1677 Eberhard Ludwik 1733 |

Rok 1688 / MDCLXXXVIII
stulecia: XVI wiek ~
XVII wiek ~
XVIII wiek

lata: 1678 «
1683 «
1684 «
1685 «
1686 «
1687 «
1688
» 1689
» 1690
» 1691
» 1692
» 1693
» 1698

## Wydarzenia w Polsce
- 27 czerwca – miało miejsce uroczyste przeprowadzenie benedyktynek-sakramentek do nowej siedziby przy Rynku Nowego Miasta w Warszawie. W procesji z Najświętszym Sakramentem wzięli udział król Jan III Sobieski, królowa Maria Kazimiera i cały dwór.
- Po raz pierwszy zerwano sejm jeszcze przed obiorem marszałka izby poselskiej.
- Ostatni najazd turecki na Rzeczpospolitą.

## Wydarzenia na świecie
- 1 stycznia – Ceuta przeszła spod panowania portugalskiego pod hiszpańskie.
- 21 sierpnia – wojna Francji z Ligą Augsburską: bitwa pod Cochem.
- 6 września – V wojna austriacko-turecka: armia austriacka po 167 latach tureckiej okupacji wyzwoliła Belgrad.
- 5 listopada – rozpoczęła się chwalebna rewolucja. Tron powierzono Wilhelmowi Orańskiemu.
- 19 listopada – chwalebna rewolucja: bitwa pod Wincanton.
- 9 grudnia – chwalebna rewolucja: bitwa pod Reading.
- 11 grudnia – chwalebna rewolucja: Król Anglii i Szkocji Jakub II Stuart został pojmany w Faversham w czasie próby ucieczki do Francji, co jego przeciwnicy uznali za akt abdykacji.
- 23 grudnia – obalony król Anglii i Szkocji Jakub II Stuart odpłynął do Francji.

## Urodzili się
- 23 stycznia – Ulryka Eleonora, królowa Szwecji (zm. 1741)
- 25 stycznia lub 25 lutego – Juraj Jánošík (Janosik), karpacki zbójnik, słowacki bohater narodowy (zm. 1713)
- 4 kwietnia – Joseph-Nicolas Delisle, francuski astronom (zm. 1768)
- 13 kwietnia - Nathanael Gottfried Ferber, burmistrz Gdańska (zm. 1755)
- 21 maja – Alexander Pope, angielski poeta (zm. 1744)
- 17 września - Maria Ludwika Sabaudzka, królowa Hiszpanii (zm. 1714)
- 17 października – Domenico Zipoli, włoski kompozytor epoki baroku (zm. 1726)
- 3 listopada – Georg Buchholtz junior, spiskoniemiecki nauczyciel, duchowny ewangelicki, przyrodnik, badacz Tatr i Spisza (zm. 1737)

## Zmarli
- 2 lutego – Abraham Duquesne, dowódca francuskiej marynarki wojennej (ur. 1610)
- 9 maja – Fryderyk Wilhelm I, elektor brandenburski i książę pruski. Najstarszy syn elektora Jerzego Wilhelma i księżniczki Elżbiety Charlotty (ur. 1620)
- 31 sierpnia – John Bunyan, angielski pisarz chrześcijański i kaznodzieja baptystyczny (ur. 1628)

## Święta ruchome
- Tłusty czwartek: 26 lutego
- Ostatki: 2 marca
- Popielec: 3 marca
- Niedziela Palmowa: 11 kwietnia
- Wielki Czwartek: 15 kwietnia
- Wielki Piątek: 16 kwietnia
- Wielka Sobota: 17 kwietnia
- Wielkanoc: 18 kwietnia
- Poniedziałek Wielkanocny: 19 kwietnia
- Wniebowstąpienie Pańskie: 27 maja
- Zesłanie Ducha Świętego: 6 czerwca
- Boże Ciało: 17 czerwca